# Ignacia del Espíritu Santo
Mère Ignacia du Saint Esprit
Ignacia del Espíritu Santo Juco, connue sous le nom de Mère Ignacia, née le 1er février 1663, morte le 10 septembre 1748, est une religieuse catholique philippine.
Connue pour ses actes de piété et son esprit de pauvreté, elle fonde la Congrégation des Religieuses de la Vierge Marie, la première congrégation féminine philippine autochtone dotée du statut pontifical dans l'actuelle République des Philippines.
Mère Ignacia del Espíritu Santo est déclarée vénérable par le pape Benoît XVI en 2007.

## Biographie
La date de naissance de Mère Ignacia del Espíritu Santo est pieusement célébrée à la date du 1er février 1663, basée sur les traditions culturelles de la zone espagnole de l'île ; mais la date exacte n'est pas connue. Seule la date exacte de son baptême est conservée dans les registres, à la date du 4 mars 1663. Ignacia est baptisée dans l'église des Saints Rois, à Binondo (en) près de Manille, dans le cinquième Parián de Chinos, probablement le district philippino-chinois. Le baptême est célébré par un dominicain, le Frère Alberto Collares,,.
Ignacia est l'aînée et la seule enfant survivante de María Jerónima, une Philippine, et de Jusepe Iuco, un migrant chrétien chinois originaire d'Amoy, actuellement Xiamen, en Chine. S'attendant à ce que ses parents la marient à 21 ans, Ignacia demande conseil à l'abbé Pablo Clain, un prêtre jésuite de Bohême (actuellement en République tchèque). Le prêtre la dirige à travers les Exercices spirituels de saint Ignace de Loyola, dont Ignacia tient sa dévotion et sa piété apostolique. Après une période de solitude et de prière, Ignacia décide de suivre sa vocation religieuse, de « rester au service de la Divine Majesté » et de « vivre à la sueur de son front ». Selon le père Murillo Velarde, son biographe témoin oculaire, Ignacia est partie de la maison de ses parents avec seulement une aiguille et une paire de ciseaux.
Ignacia s'élève contre la loi espagnole qui interdit aux Philippins autochtones d'entrer dans la vie sacerdotale ou religieuse. La mère espagnole Jerónima de la Asunción a ouvert le premier couvent aux Philippines en 1621, mais les Philippines ne peuvent être admises dans ce couvent. Espérant changer cette discrimination raciste, Ignacia commence à vivre seule dans une maison vacante à l'arrière du Collège jésuite de Manille, qui est le siège des Jésuites. Assistée spirituellement par le père jésuite Pablo Clain, elle mène une vie de prière et de travail qui amène d'autres laïques philippines à vivre avec elle. Elle les accepte et, bien que leur communauté ne soit pas officiellement reconnue à cette époque comme institut religieux, elles sont connues sous le nom de Beatas de la Virgen María (« Religieuses de la Vierge Marie ») résidant au couvent de la Compagnie de Jésus. Comme chapelle, elles utilisent l'ancienne église de Saint Ignace (détruite depuis, lors de la Seconde Guerre mondiale) et les prêtres jésuites sont leurs directeurs spirituels.
Selon les récits, leur forme pénitentielle de spiritualité et de mortification de la chair met ces femmes dans une situation difficile, en particulier pendant les périodes d'extrême pauvreté. Elles doivent mendier du riz et du sel et fouiller les rues de Manille pour trouver du bois de chauffage. Elles se soutiennent par le travail manuel et les aumônes reçues. Les Beatas n’admettent que des jeunes filles et des pensionnaires qui s'initient au catéchisme et s'occupent de travaux manuels. Finalement, leur nombre croissant appelle à un style de vie plus stable et à un ensemble de règles ou de constitutions religieuses pour régir leur emploi du temps quotidien.
Après environ 42 ans de cette vie religieuse, Ignacia rédige en 1726 un ensemble de règles pour son groupe religieux, finalise les constitutions de sa congrégation et la soumet au bureau de la chancellerie archidiocésaine de Manille pour approbation ecclésiastique. Cette approbation leur est accordée en 1732, avec l'autorisation de suivre les règles en vigueur parmi les autres femmes religieuses.
À cette époque, Ignacia, âgée de 69 ans, décide de démissionner de sa fonction de mère supérieure de l'ordre. Elle vit dès lors comme une simple religieuse de la communauté, jusqu'à sa mort. Elle meurt le 10 septembre 1748, à 85 ans, à genoux après avoir reçu la communion à la rambarde de l'ancienne église jésuite de Saint Ignace, dans le quartier Intramuros de Manille.

## Reconnaissance
Après la mort de Mère Ignacia en 1748, l'archevêque de Manille, Pedro de la Santísima Trinidad Martínez de Arizala (nl), rend hommage dans ses écrits au groupe religieux qu'elle a fondé et qui grandit dans son archidiocèse. Il écrit : « Elles vivent en communauté avec une grande édification pour la ville entière et contribuent au bien commun. Elles sont vêtues d'une tunique et d'un manteau de coton noir. Elles assistent tous les jours à la messe à l'église jésuite où elles fréquentent également les sacrements (...). Elles n'observent pas le cloître et se soutiennent en partie par le travail de leurs mains et en partie par la charité de personnes pieuses ».
Le 6 juillet 2007, ses vertus sont reconnues héroïques par le pape Benoît XVI. Le 1er février 2008, le cardinal archevêque de Manille, Gaudencio Rosales, préside la cérémonie de promulgation qui confère officiellement à Mère Ignacia le titre de « vénérable », dans la basilique de San Lorenzo Ruiz à Binondo, Manille.
Santa Ignacia est une localité portant son nom dans la province de Tarlac, aux Philippines. À Quezon City, la Mother Ignacia Avenue porte aussi son nom.